# Ludovico Sforza
Ludovico Maria Sforza (em italiano conhecido como Ludovico, il Moro, "Ludovico, o Mouro"; 27 de julho de 1452 — 27 de maio de 1508), também conhecido como Ludovico il Moro ("o Mouro"), era um nobre da Renascença italiana que Governou como duque de Milão de 1494, após a morte de seu sobrinho Gian Galeazzo Sforza, até 1499. Membro da família Sforza, ele era o quarto filho de Francesco I Sforza. Ele era famoso como patrono de Leonardo da Vinci e de outros artistas, e presidiu a fase final e mais produtiva do Renascimento milanês. Ele é provavelmente mais conhecido como o homem que encomendou a Última Ceia, bem como por seu papel na precipitação das Guerras Italianas.

## Juventude
Ludovico Sforza nasceu em 27 de julho de 1452 em Vigevano, onde hoje é a Lombardia. Ele era o quarto filho de Francesco I Sforza e Bianca Maria Visconti e, como tal, não era esperado que se tornasse governante do Milão. No entanto, sua mãe, Bianca, cuidou com prudência para que sua educação não se restringisse às línguas clássicas. Sob a tutela do humanista Francesco Filelfo, Ludovico recebeu instrução nas belezas da pintura, escultura e letras, mas também aprendeu os métodos de governo e guerra.

## Regente de Milão
Quando o pai deles, Francesco, morreu em 1466, os títulos da família passaram para o dissoluto Galeazzo Maria, o irmão mais velho, enquanto Ludovico recebeu o título de cortesia de Conde de Mortara. Galeazzo Maria governou até seu assassinato em 1476, deixando seus títulos para seu filho de sete anos, Gian Galeazzo Sforza, sobrinho de Ludovico. Seguiu-se uma luta amarga pela regência com a mãe do menino, Bona de Savoy; Ludovico saiu vitorioso em 1481 e assumiu o controle do governo de Milão, apesar das tentativas de mantê-lo fora do poder. Nos 13 anos seguintes, ele governou Milão como seu regente, tendo sido anteriormente nomeado duque de Bari em 1479.

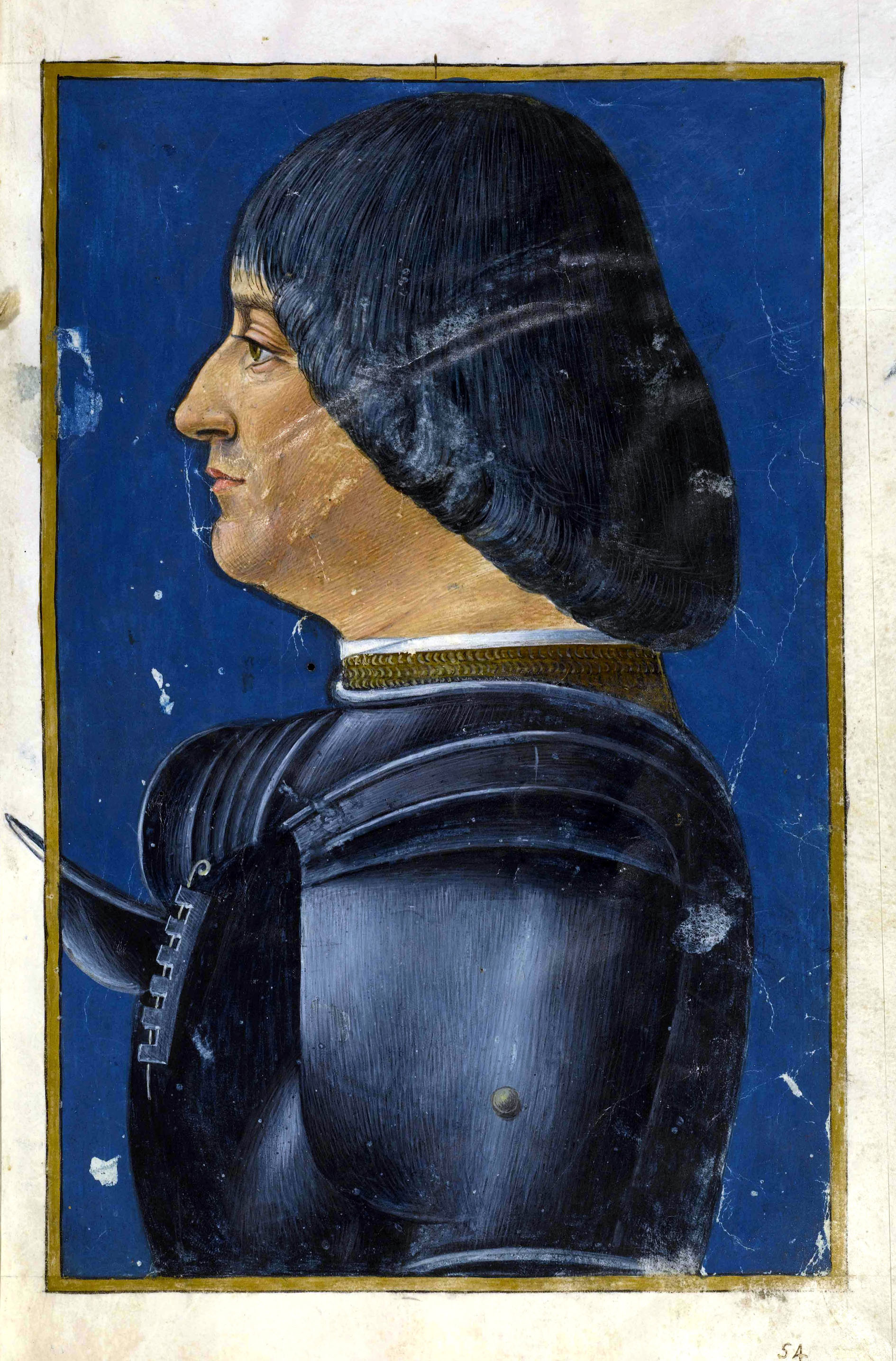
Ludovico Sforza de Giovanni Ambrogio de Predis.

## Casamento e vida privada
Em janeiro de 1491, ele se casou com Beatrice d'Este (1475-1497), a filha mais nova de Ercole d'Este duque de Ferrara, em um casamento duplo Sforza-Este, enquanto o irmão de Beatrice, Alfonso I d'Este, duque de Ferrara, casou-se com Anna Sforza, sobrinha de Ludovico. Leonardo da Vinci orquestrou a celebração do casamento. A irmã de Beatriz e Alfonso, Isabella d'Este (1474–1539) foi casada com Francesco II Gonzaga, Marquês de Mântua.
A princesa de 15 anos rapidamente encantou a corte milanesa com sua alegria de viver, seu riso e até mesmo sua extravagância. Ela ajudou a fazer do Castelo Sforza um centro de festivais e bailes suntuosos e adorava entreter filósofos, poetas, diplomatas e soldados. Beatrice tinha bom gosto, e dizem que, sob sua orientação, o patrocínio de artistas de seu marido se tornou mais seletivo e gente como Leonardo da Vinci e Donato Bramante foram empregados na corte. Ela se tornaria a mãe de Maximilian Sforza e Francesco II Sforza, futuros duques de Milão.
Antes e durante a duração de seu casamento de 6 anos, Ludovico é conhecido por ter tido amantes, embora se pense que ele manteve apenas uma amante por vez. Bernardina de Corradis foi uma das primeiras amantes que lhe deu uma filha, Bianca Giovanna (1483-1496), supostamente a babá do disputado trabalho La Bella Principessa. A criança foi legitimada e posteriormente casada com Galeazzo da Sanseverino em 1496. Cecilia Gallerani, considerada uma das favoritas, deu à luz um filho chamado Cesare em 3 de maio de 1491, no mesmo ano em que Ludovico se casou com Beatrice d'Este. Gallerani é identificado como o tema de A Dama com Arminho de Leonardo da Vinci- o arminho era o animal heráldico de Ludovico il Moro. Outra amante foi Lucrezia Crivelli, que lhe deu outro filho ilegítimo, Giovanni Paolo, nascido no ano da morte de Beatrice. Ele era um condottiero. Ludovico também teve um terceiro filho ilegítimo, chamado Sforza, que nasceu por volta de 1484 e morreu repentinamente em 1487; a mãe do menino é desconhecida.

## Ascensão como duque de Milão e as guerras italianas
Em 1494, o novo rei de Nápoles, Alfonso II, aliou-se ao Papa Alexandre VI, representando uma ameaça para o Milão. Ludovico decidiu rechaçá-lo usando a França, então governada por Carlos VIII, como aliada. Ele permitiu que as tropas francesas passassem por Milão para que atacassem Nápoles. No entanto, a ambição de Carlos não foi satisfeita com Nápoles, e ele posteriormente reivindicou a própria Milão. Lamentando amargamente sua decisão, Ludovico então aliou-se ao imperador Maximiliano I, oferecendo-o em casamento a sua sobrinha Bianca Sforza e recebendo, em troca, a investidura imperial do ducado e juntando-se à liga contra a França.
Gian Galeazzo, seu sobrinho, morreu em condições suspeitas em 1494, e o trono de Milão caiu para Ludovico, que se apressou em assumir o título ducal e recebeu a coroa ducal dos nobres milaneses em 22 de outubro. Mas então, sua sorte parecia ter acabado. Em 3 de janeiro de 1497, como resultado de um parto difícil, Beatrice, sua esposa, morreu. Ludovico estava inconsolável e toda a corte estava envolta em escuridão. Ludovico também esperava, ao envolver os franceses e Maximiliano I, na política italiana, que ele poderia manipular os dois e colher os frutos ele mesmo, e foi, portanto, responsável por iniciar as guerras italianas. No início, Ludovico derrotou os franceses na Batalha de Fornovo em 1495 (fabricando armas de 80 toneladas de bronze originalmente destinadas à colossal estátua equestre encomendada pelo duque a Leonardo da Vinci em homenagem a Francesco I Sforza). No entanto, com a morte de Carlos, o trono francês foi herdado por seu primo, Luís de Orléans, que se tornou Luís XII da França. O novo rei tinha direito hereditário a Milão, já que sua avó paterna era Valentina Visconti, filha de Giangaleazzo Visconti, o primeiro duque de Milão. Consequentemente, em 1498, ele desceu sobre o Milão. Como nenhum dos outros estados italianos ajudaria o governante que convidou os franceses para a Itália quatro anos antes, Luís teve sucesso ao expulsar Ludovico de Milão. Ludovico conseguiu escapar dos exércitos franceses e, em 1499, procurou a ajuda de Maximiliano.

### Queda e consequências

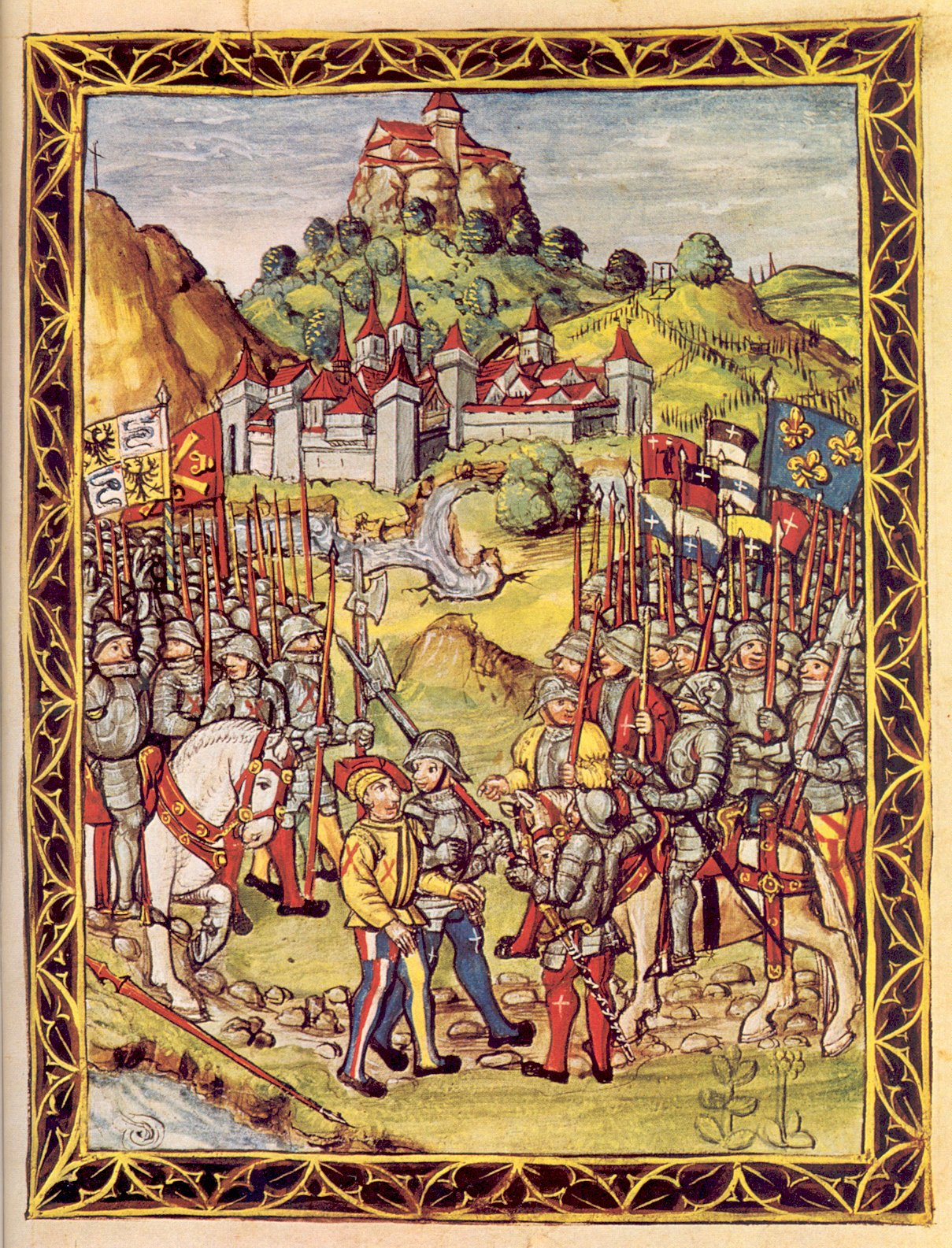
Sforza é entregue aos franceses. Ilustração da Crônica de Lucerna (1513)

Ludovico voltou com um exército de mercenários e reentrou em Milão em fevereiro de 1500. Dois meses depois, Luís XII sitiou a cidade de Novara, onde Ludovico estava baseado. Os exércitos de ambos os lados incluíam mercenários suíços. Os suíços não queriam lutar entre si e optaram por deixar Novara. Ludovico foi entregue aos franceses em abril de 1500 na chamada Traição de Novara (Verrat von Novara). Este incidente ocorreu em 1500, no contexto do envolvimento da Velha Confederação suíça nas Guerras Italianas, e é mencionado brevemente no capítulo 3 do O príncipe de Niccolò Machiavelli.
Cerca de 6 000 suíços sob o comando de Sforza defenderam a cidade, enquanto cerca de 10 000 suíços sob o comando de Luís sitiaram a cidade. A dieta suíça exigia negociações entre os dois lados na tentativa de evitar que o pior caso dos suíços de ambos os lados fossem forçados a massacrar um ao outro, "irmãos contra irmãos e pais contra filhos". Luís concordou com uma rendição condicional que concederia passagem livre aos suíços que abandonassem a cidade, mas apenas sob a condição de que Sforza se rendesse. No entanto, os suíços do lado de Sforza, sob um juramento de lealdade ao seu empregador, decidiram vestir Sforza como um suíço e levá-lo clandestinamente para fora da cidade.
Em 10 de abril, a guarnição suíça deixava Novara, passando por um cordão formado pelos suíços do lado francês. Oficiais franceses foram destacados para supervisionar sua saída. Quando o disfarçado Sforza passou pelo cordão, um mercenário Hans (ou Rudi) Turmann de Uri fez sinais denunciando a identidade de Sforza. O duque foi detido pelos franceses. Luís XII recusou-se a vê-lo e, apesar dos apelos do imperador Maximiliano, não o libertou. No entanto, ele permitiu que ele vagasse pelos jardins do castelo de Lys-Saint-Georges em Berry, onde estava detido, para pescar no fosso e receber amigos. Quando adoeceu, Luís mandou-lhe seu próprio médico e também um dos anões do entretenimento de Ludovico para diverti-lo. Em 1504 ele foi transferido para o castelo de Loches onde ele recebeu ainda mais liberdade. Em 1508, Ludovico tentou escapar; ele foi privado de amenidades, incluindo seus livros, e passou o resto de sua vida na masmorra do castelo, onde morreu em 27 de maio de 1508. Os franceses recompensaram Turmann por sua traição com 200 coroas de ouro (correspondendo a cinco anos de salário de um mercenário); ele fugiu para a França, mas depois de três anos (ou, de acordo com algumas fontes, depois de um ano) voltou para casa em Uri. Turmann foi imediatamente preso por traição e no dia seguinte foi executado por decapitação.
Mais tarde, os suíços devolveram o Ducado de Milão ao filho de Ludovico, Maximilian Sforza. Seu outro filho, Francesco II, também ocupou o ducado por um curto período. Francesco II morreu em 1535, desencadeando a Guerra Italiana de 1536-1538, como resultado da qual Milão passou para o Império Espanhol.
A memória de Ludovico foi obscurecida por séculos pela acusação de Maquiavel de que ele "convidou" Carlos VIII a invadir a Itália, abrindo caminho para a subsequente dominação estrangeira. A acusação foi perpetuada por historiadores posteriores que adotaram o ideal de independência nacional. Historiadores mais recentes, no entanto, colocando a figura de Ludovico em seu cenário renascentista, reavaliaram seus méritos como governante e deram uma avaliação mais justa de suas realizações.

## Leitura Adicional
- Godfrey, F. M. "The Eagle and the Viper: Lodovico Il Moro of Milan: A Renaissance Tyrant." History Today (Oct 1953) 3#10 pp 705-715.
- Lodovico Sforza, in:  Thomas Gale, Encyclopedia of World Biography, 2005–2006.